# Попово (Августівський повіт)
Попово (пол. Popowo) — село в Польщі, у гміні Барглув-Косьцельний Августівського повіту Підляського воєводства.
Населення — 119 осіб (2011).
У 1975-1998 роках село належало до Сувальського воєводства.

## Демографія
Демографічна структура станом на 31 березня 2011 року:
|          | Загалом | Допрацездатний вік | Працездатний вік | Постпрацездатний вік |
| -------- | ------- | ------------------ | ---------------- | -------------------- |
| Чоловіки | 61      | 13                 | 40               | 8                    |
| Жінки    | 58      | 11                 | 37               | 10                   |
| Разом    | 119     | 24                 | 77               | 18                   |